# Université de sciences appliquées de Bingen
L'université de sciences appliquées de Bingen (en allemand Technische Hochschule Bingen) est une université de sciences appliquées localisée dans la ville de Bingen am Rhein, en Rhénanie-Palatinat.